# Renquishausen
Renquishausen è un comune tedesco di 764 abitanti,, situato nel land del Baden-Württemberg.